# 逢えるかもしれない (原田知世の曲)
「逢えるかもしれない」（あえるかもしれない）は原田知世の11枚目のシングル。1987年5月2日にCBS・ソニーよりリリースされた。

## 概要
表題曲「逢えるかもしれない」の詞は、1987年4月1日にそれまでの日本国有鉄道（国鉄）からJRへと分割民営化が実施されたことに伴い行われた「新生鉄道誕生記念キャンペーン ″いい街へ いい人へ″」の大賞受賞作品で、一般応募で採用された澤田直子が基となる詩を書き、松本隆が仕上げたものである。
表題曲、カップリング曲ともに後藤次利が作曲・編曲を手掛けており、どちらも同年7月発売のアルバム『Schmatz』に収録されているが、シングルとはバージョンが異なっている。

## チャート成績
オリコンチャート最高順位は週間24位。チャートの登場週数は5週で、累計およそ3万枚のセールスを記録した。

## 収録曲
| #         | タイトル               | 作詞                    | 作曲      | 編曲      | 時間 |
| --------- | ---------------------- | ----------------------- | --------- | --------- | ---- |
| 1.        | 「逢えるかもしれない」 | 澤田直子(応募詩) 松本隆 | 後藤次利  | 後藤次利  | 4:58 |
| 2.        | 「サヨナラのない町」   | 許瑛子                  | 後藤次利  | 後藤次利  | 4:47 |
| 合計時間: | 合計時間:              | 合計時間:               | 合計時間: | 合計時間: | 9:45 |

## 収録アルバム

### 逢えるかもしれない
- アルバム『Schmatz』（1987年7月29日）- CBS/SONY
- ベスト・アルバム『シングル・コレクション '82〜'88』（1988年9月1日）- CBS/SONY
- ベスト・アルバム『GOLDEN J-POP/THE BEST 原田知世』(1998年8月21日）- Sony Music Entertainment)[4]
- ベスト・アルバム『2000 BEST 原田知世』(2000年7月19日）- Sony Music Entertainment[5]
- CD-BOX『TOMOYO 80's Complete Box』＜通販限定＞ (2011年6月29日）- Sony Music Entertainment[6]

### サヨナラのない町
- アルバム『Schmatz』(1987年7月29日）- CBS/SONY
- ベスト・アルバム『GOLDEN J-POP/THE BEST 原田知世』(1998年8月21日）- Sony Music Entertainment
- CD-BOX『TOMOYO 80's Complete Box』＜通販限定＞ (2011年6月29日）- Sony Music Entertainment

## 参考資料
アイドル・ポップ・データベース